# تاج الدين القلعي
تاج الدين القلعي (ت 1149هـ) هو أبو الفضل تاج الدين محمد بن عبد المحسن بن سالم القلعي الحنفي المكي. مفتي مكة المكرمة وقاضيها، وإمام المقام الحنفي وخطيب المسجد الحرام. كان إماماً جليلاً، فقيهاً محدّثاً، تولى القضاء بمكة كما وتولى إفتاءها ثلاث مرات.

## شيوخه
أخذ العلوم عن الشيخ حسن عجيمي، والشيخ عبد الله بن سالم البصري، وجلّ مروياته عنهما، كما روى عن عيسى الثعالبي وغيره، فبرع وتصدّى للتدريس بالمسجد الحرام بإجازة شيوخه، حيث درّس كتب الأمهات الست. وكان إذا ختم كتاباً منها جمع رسالة في ختمه، كعادات محدّثي علماء مكة المكرمة وغيرهم من المتقدمين.

## تلاميذه
أخذ عنه المحدث ولي الله الدهلوي، وسمع عليه أطرافاً من كتب الحديث وأثنى عليه. وأخذ عنه من الشاميين عبد الكريم الشراباتي.

## مؤلفاته
له من المؤلفات: تجريد سنن الترمذي، ومنتخب الدراري في ختم صحيح البخاري، وفتاوى نفيسة.

## وفاته
توفي سنة 1149هـ بمكة المكرمة.

## قالوا عنه
| تاج الدين القلعي | كان مفتياً بمكة المكرمة صحب كثيراً من مشائخ الحديث وأخذ العلو منهم وكلهم أجازوه واستجاز له والده من الشيخ: عيسى المغربي وكان غالب تعلمه لعلم الحديث من الشيخ: عبد الله بن سالم البصري. قال: عرضت عليه هذه الكتب على نهج البحث والتنقيح وقرأت الصحيحين على العجيمي وأجازني بجميع ما تصح له روايته. ولازم الشيخ صالح الزنجاني واستفاد منه وتفقه عليه وحصل الرواية والإجازة عن الشيخ: أحمد النخلي والشيخ: أحمد القطان وغيرهما وتعلم منهما طريق الدرس. وله إجازة عن الشيخ: إبراهيم الكردي وعنه روى الحديث المسلسل بالأولية. قال الشيخ: ولي الله المحدث الدهلوي – في إنسان العين-: حضرت بمجلس درسه أياماً حين كان يدرس البخاري وسمعت عليه: أطراف الكتب الستة وموطأ مالك ومسند الدارمي وكتاب الآثار لمحمد وأخذت الإجازة لسائر الكتب وحدثني بالحديث المسلسل بالأولية عن الشيخ: إبراهيم وهو أول حديث سمعته منه بعد عودتي من زيارة النبي – صلى الله عليه وآله وسلم – في سنة 1243. قلت: وكان والدي السيد: أبو أحمد الحسن بن علي بن لطف الله الحسيني البخاري القنوجي قد تتلمذ على الشيخ: عبد العزيز والشيخ: رفيع الدين ابني الشيخ: ولي الله المحدث الدهلوي المذكور ولي سند متصل إليه وإلى مشائخه بواسطة الشيخ: محمد يعقوب المهاجر المكي حفيده وكذا ينتهي سندي إلى القاضي: محمد بن علي الشوكاني بواسطة الشيخ: عبد الحق بن فضل الله الهندي المتوفي في سنة 1286 بمنا وإلى السيد: عبد الرحمن بن سليمان بن يحيى مقبول الأهدل ولذلك ذكرت تراجم مشائخي من أهل الحديث النبوي – صلى الله عليه وسلم – في هذا الكتاب وإجازاتي مكتوبة في كتابي: سلسلة العسجد في ذكر مشائخ السند – وبالله التوفيق وهو الهادي إلى سواء الطريق. | تاج الدين القلعي |